# Acropora clathrata
Acropora clathrata là một loài san hô trong họ Acroporidae. Loài này được Brook mô tả khoa học năm 1891.